# Corianes
Corianes (em grego: Χωριανές; romaniz.: Chōrianés) foi um general sassânida do século VI, ativo durante o reinado do xá Cosroes I (r. 531–579). 

## Nome
Corianes (Χωριανές, Chōrianés) é a forma grega do persa médio Cuarém (Χwarēn) e Cuar (Χwar), que derivou do iraniano antigo Cuaraina (*Xwar-aina-; de *χwar, "Sol"). Foi registrado em armênio como Corém (Խորեն, Xorēn) e Curém (Խուրեն, Xurēn).

## Vida
Corianes foi mencionado no verão de 549, quando liderou um grande exército composto por efetivos persas e aliados alanos contra Lázica. Corianes conseguiu avançar tão longe quanto Moqueresis e então acampou próximo ao rio Hípis. Ali, encontrou-se com o general bizantino Dagisteu e com o rei laze Gubazes II (r. 541–555), sendo derrotado e morto por eles.